# Карловиц, Йенс
Йенс Карловиц (нем. Jens Carlowitz; род. 8 августа 1964, Карл-Маркс-Штадт) — немецкий легкоатлет, специалист по бегу на короткие дистанции. Выступал за сборные ГДР и Германии по лёгкой атлетике в 1980-х — 1990-х годах, чемпион мира и Европы в помещении, обладатель серебряной медали соревнований «Дружба-84», действующий рекордсмен страны в эстафете 4×400 метров на открытом стадионе и в помещении, участник летних Олимпийских игр в Сеуле.

## Биография
Йенс Карловиц родился 8 августа 1964 года в городе Карл-Маркс-Штадт, ГДР. Занимался лёгкой атлетикой в местном одноимённом клубе 	SC Karl-Marx-Stadt.
Первых серьёзных успехов на международном уровне добился в сезоне 1981 года, когда вошёл в состав восточногерманской сборной и выступил на юниорском европейском первенстве в Утрехте, где стал серебряным призёром в зачёте бега на 400 метров и вместе с соотечественниками одержал победу в эстафете 4×400 метров. В эстафете восточногерманские спринтеры показали лучший результат в истории юниорских чемпионатов Европы — 3:04.58, который до настоящего времени остаётся непревзойдённым.
В 1983 году на юниорском европейском первенстве в Швехате вновь получил серебро в индивидуальном беге на 400 метров и выиграл эстафету 4×400 метров. На Кубке Европы в Лондоне занял в эстафетной гонке второе место.
Рассматривался в качестве кандидата на участие в летних Олимпийских играх 1984 года в Лос-Анджелесе, однако ГДР вместе с несколькими другими странами восточного блока бойкотировала эти соревнования по политическим причинам. Вместо этого Карловиц выступил на альтернативном турнире «Дружба-84» в Москве, где завоевал серебряную награду в программе эстафеты 4×400 метров, пропустив вперёд только команду Советского Союза.
В 1985 году на домашних соревнованиях в Эрфурте установил ныне действующий рекорд Германии в эстафете 4×400 метров на открытом стадионе. На Кубке Европы в Москве показал второй результат в данной дисциплине.
В 1987 году в эстафете 4×400 метров отметился победой на Кубке Европы в Праге. На чемпионате мира в Риме дошёл до полуфиналов в беге на 400 метров и в эстафете 4×400 метров.
В 1988 году выиграл 400 метров на чемпионате Европы в помещении в Будапеште. Благодаря череде успешных выступлений удостоился права защищать честь страны на Олимпийских играх в Сеуле — в программе 400 метров остановился на стадии полуфиналов, тогда как в эстафете 4×400 метров занял итоговое четвёртое место.
В 1989 году в 400-метровой дисциплине финишировал вторым на Кубке Европы в Гейтсхеде и на Кубке мира в Барселоне.
В 1990 году получил серебро в беге на 400 метров на чемпионате Европы в помещении в Глазго. Позднее на чемпионате Европы в Сплите дважды поднимался на пьедестал почёта: взял бронзу на дистанции 400 метров и в эстафете 4×400 метров.
После объединения Германии Карловиц ещё достаточно долго оставался действующим спортсменом и представлял немецкую сборную на различных международных соревнованиях. Так, в 1991 году с ныне действующим рекордом страны 3:03.05 он выиграл эстафету 4×400 метров на чемпионате мира в помещении в Севилье, бежал 400 метров и эстафету 4×400 метров на чемпионате мира в Токио — расположился в итоговом протоколе эстафеты на шестой строке.
В 1992 году на Кубке мира в Гаване занял пятое место в эстафете 4×400 метров.
Завершил спортивную карьеру по окончании сезона 1996 года.
Выучился на электрика, но впоследствии работал менеджером по продажам в автоиндустрии. Проживал Котбусе, занимал должность 1-го председателя спортивного клуба LAC Erdgas Chemnitz.